# Every One of Us
Every One of Us – album nagrany w 1968 r. przez grupę Eric Burdon & The Animals i wydany w tym samym roku.

## Historia i charakter albumu
W okresie nagrywania tego albumu nowym członkiem grupy został znany klawiszowiec i wokalista George Bruno, znany bardziej pod swoim artystycznym pseudonimem jako Zoot Money. Dodanie instrumentów klawiszowych wpłynęło niewątpliwie na większą głębię płyty i jej pełniejsze brzmienie.
Mimo że album nie wydał żadnego przebojowego singla i dotarł zaledwie do 152 pozycji, to otrzymał dobre recenzje. Był także niezwykle popularną płytą w kręgach polskich hipisów.
"White Houses” wyszedł w listopadzie 1968 r. na singlu razem z „River Deep, Mountain High”, który ukazał się na następnym i ostatnim albumie tej formacji Love Is w miesiąc później.

## Muzycy
- Eric Burdon – wokal
- John Weider – gitara, czelesta
- Vic Briggs – gitara, gitara basowa
- Danny McCulloch – 12-strunowa gitara, gitara basowa, wokal
- George Bruno – organy Hammonda, pianino, wokal
- Barry Jenkins – perkusja, tamburyn

## Spis utworów
| 1. | White Houses               | 4:43  |
|    |                            |       |
| 2. | Uppers and Downers         | 0:24  |
|    |                            |       |
| 3. | Serenade to a Sweet Lady   | 6:17  |
|    |                            |       |
| 4. | The Immigrant Lad          | 6:15  |
|    |                            |       |
| 5. | Year of the Guru           | 5:25  |
|    |                            |       |
| 6. | St. James Infirmary        | 7:27  |
|    |                            |       |
| 7. | New York 1963—America 1968 | 19:00 |
|    |                            |       |
|    |                            | 49:31 |
|    |                            |       |

## Opis płyty
- Producent – Every One of Us
- Nagranie – 1968
- Inżynier nagrywający – Ami Hadani, Jack Hunt
- Inżynier remiksowania – Vic Briggs
- Kierownik inżynierów – Val Valente
- Projekt okładki – Bud Cue, Ron Smith
- Wydanie – sierpień 1968
- Czas – 49 min. 31 sek.
- Firma nagraniowa – MGM
- Numer katalogowy – SE 4553

Wznowienia
- Firma nagraniowa – One Way Records
- Numer katalogowy – OW 30337
- Rok – 1994
- Firma nagraniowa – Repertoire
- Numer katalogowy – RR1055
- Rok – 2004
- Bonusowe utwory:

1. River Deep, Mountain High (wersja singlowa)
2. White Houses (wersja singlowa)

## Listy przebojów

### Album
| Rok  | Lista                    | Pozycja |
| ---- | ------------------------ | ------- |
| 1968 | Billboard. Albumy popowe | 152     |